# Nyemai járás

A Nyemai járás a Kirovi területen

A Nyemai járás (oroszul Немский район) Oroszország egyik járása a Kirovi területen. Székhelye Nyema.

## Népesség
- 1989-ben 11 410 lakosa volt.
- 2002-ben 9 937 lakosa volt.
- 2010-ben 7 983 lakosa volt, melyből 7 652 orosz, 55 mari, 50 tatár.